# Kubáň (řeka)
Kubáň (rusky  a ukrajinsky Кубань [Kubaň], adygejsky Псыж [Psyž], ve starověku řecky Hypanis) je řeka v Karačajsko-Čerkesku, ve Stavropolském a v Krasnodarském kraji a v Adygejské republice v jižním Rusku, která protéká stejnojmenným regionem. Je dlouhá 906 km od pramenů Ullukamu, přičemž vlastní Kubáň měří 870 km. Povodí řeky má rozlohu 57 900 km².

## Průběh toku

### Horní tok
Vzniká soutokem řek Ullukam a Učkulam, které stékají z ledovce Ullukum na svazích Elbrusu ve Velkém Kavkaze. Od soutoku zdrojnic až k městu Něvinnomyssk teče převážně v hluboké a úzké soutěsce, má velký spád a překonává mnohé peřeje. U Něvinnomyssku byla vybudována přehrada, ze které je odváděna voda do Něvinnomysského kanálu.

### Střední tok
Na středním toku nad soutokem s Labou teče v široké dolině s terasovitými úbočími. Poté, když se řeka stáčí na západ, objevuje se na levém břehu úval, který u Usť-Labinsku dosahuje šířky až 4 km. Koryto je v těch místech značně členité, vyskytují se v něm mělčiny a říční prahy, často se dělí na jednotlivá ramena.

### Dolní tok
Pod ústím Laby má řeka značně vyšší průtok a okolní úval se ještě více rozšiřuje, když u železniční stanice Varenikovskaja dosahuje až 20 km, aby se pak směrem k ústí opět zúžil na 3 až 4 km. Koryto je v některých svých úsecích vyzvednuto nad okolní terén a obehnáno hrázemi. Mezi ústími řek Laba a Afips se nacházejí Adygejské rákosiny o rozloze 300 km². Pod ústím Afipsu na ně navazují Zakubáňské rákosiny o rozloze 800 km². Ve vzdálenosti 116 km od ústí se odděluje pravé rameno Protoka o délce 130 km. Rozloha oblasti ústí řeky je 4300 km². Hlavní tok ústí do Těmrjuckého zálivu Azovského moře. Ještě na konci 19. století hlavní rameno končilo v Černém moři, ale po prohloubení ramen vedoucích do Azovského moře už z něj voda do Černého moře nedotéká.

### Přítoky
Všechny velké přítoky ústí zleva – Malý a Velký Zelenčuk, Urup, Laba, Belaja, Pšiš.

## Vodní režim
Zdroj vody je smíšený, přičemž na horním toku převládá ledovcový a vysokohorský sněhový (49 %) a následují dešťový 27 % a podzemní 21 %. U Krasnodaru se zastoupení těchto tří zdrojů vody vyrovnává na 32 %. Pro řeku je charakteristické protáhlé letní období zvýšených vodních stavů, kdy dochází k povodním v důsledku dešťů. V zimě dochází k povodním při oblevách a také při deštích. Průměrný roční průtok vody u Krasnodaru činí 425 m³/s. Po vybudování hydrotechnických zařízení (Něvinnomysský kanál, Tščická, Krasnodarská a Šapsugská přehrada) a využitím vody na zavlažování se průtok řeky zmenšil přibližně na 30 m³/s. Průměrná kalnost vody je 682 g/m³, tudíž roční množství usazenin činí 8,4 Mt. Při ústích ramen delty a Protoky se pobřeží posunuje směrem do moře o 70 resp. 45 m ročně.

## Využití
Na dolním toku řeky se nachází důležitá oblast pěstování rýže. V deltě je rozvinutý rybolov (candát obecný, plotice obecná, jeseteři, podoustev říční, ouklej lesklá). Vodní doprava je možná od Krasnodaru k ústí. Na řece leží města Karačajevsk, Čerkessk, Něvinnomyssk, Armavir, Novokubansk, Kropotkin, Usť-Labinsk, Krasnodar, Těmrjuk.